# Wetzlar
Wetzlar är en stad i det tyska förbundslandet Hessen. Staden ligger på båda sidor om floden Lahn och har omkring 55 000 invånare på en yta på 76 km².

## Geografi
Wetzlar ligger i Lahn-Dill-Kreis i mellersta Hessen vid floden Lahn, inte långt från där den ändrar riktning från syd till väst vid höjderna nära mynningen av bifloden Dill. Staden ligger mellan de hessiska lågbergskedjorna – söder om Lahn ligger Taunus, norr om Lahn och väster om Dill börjar Westerwald, norr om Lahn och öster om Dill börjar Rothaargebirge. Högsta punkten inom stadsgränserna är Stoppelberg, 401 m ö.h.
Wetzlars grannstäder är Giessen uppströms Lahn 12 km från centrum till centrum, Koblenz 80 km nedströms, Limburg an der Lahn 40 km västerut, Siegen 50 km mot nordväst, Dillenburg 30 km åt norr, Marburg 30 km mot nordost och Frankfurt am Main 60 km söderut.
Wetzlar och Giessen är två huvudorter i detta lilla (ca 200 000 invånare) stadsgytter i mellersta Hessen. Längs floddalarna av Lahn (öst och väst) och Dill (norr) finns tätorter som delvis växer ihop med Wetzlar. De låga bergskedjorna runt om Wetzlar mot nordväst, nordost och syd, är däremot tätt skogbevuxna och mycket glest befolkade.

## Historia
Stadens ursprung är okänt, men man vet att det byggdes en kyrka år 897 i Wetzlar. 1180 blev Wetzlar riksstad (Reichsstadt), vilket betydde att staden inte längre tillhörde ett land utan var en självständig stad i Tysk-romerska riket. Tyska orden byggde hus i staden 1285 och senare byggdes även ett kloster av Franciskanerorden.
På grund av stadens behov av att försvara sin självständighet krävdes stora mängder pengar. Det ledde till stadens konkurs 1370. Konkursen påverkade staden i nästan hundra år, till exempel var man tvungen att stoppa det redan påbörjade domkyrkobygget. Krisen slutade först när staden tillåtit många vallonska flyktingar att flytta till Wetzlar 1586.
En rejäl tillväxt fick staden 1689 när rikskammarrätten (Reichskammergericht), en av dåtidens högsta domstolar, flyttades från Speyer till Wetzlar.
Wetzlar var tvungen att avstå sin status som riksstad 1803 och tillhörde därefter kurfurstendömet Mainz. När det Tysk-romerska riket upplöstes 1806, upplöstes även rikskammardomstolen och staden hamnade i sin andra stora ekonomiska kris. 1815, efter Wienkongressen, tillföll staden den preussiska Rhenprovinsen, fast Wetzlar och resten av Preussen inte geografiskt var sammanhängande (s.k. exklav).
Anslutning till järnvägsnätet fick staden 1862 och till följd av detta grundades flera fabriker i staden, bland annat framstående optisk industri (Leica).
Gamla staden (Altstadt) berördes inte av flygattacker i andra världskriget. Däremot fanns det andra stadsdelar som drabbades hårt och förstördes i kriget.
Efter andra världskriget blev Wetzlar del av Hessen och tvångsförenades 1977 med staden Giessen och 14 andra kommuner till storstaden Lahn. Staden Lahn upplöstes dock cirka två år senare på grund av stora protester mot sammanslutningen.

## Stadsdelar
Wetzlar är indelat i åtta stadsdelar (Stadtteile):
- Blasbach
- Dutenhofen
- Garbenheim
- Hermannstein
- Münchholzhausen
- Nauborn
- Naunheim
- Steindorf

## Näringsliv och ekonomi
Wetzlars ekonomi vilar till största delen på företagen Leica (tidigare Leitz) och Buderus, men det finns också många andra företag i staden som sysslar med optisk industri, såsom kameratillverkaren Minox (känt för sin "spionkamera") och Zeiss kikar- och objektivtillverkning. Detta gör Wetzlar till ett centrum för tysk optisk och finmekanisk industri vid sidan av Jena och Oberkochen.
Staden ligger vid de tyska motorvägarna A45 och A480 samt har anslutning till flera järnvägslinjer mot Frankfurt, München, Stuttgart, Salzburg, Siegen och Koblenz.
I Wetzlars utkanter korsar motorvägen A45 som går från Dortmund (Ruhrområdet) till Aschaffenburg och A480 från Reiskirchen (med anslutning till A5 i riktning mot Hamburg och Kassel) till Wetzlar om Gießen.
Cirka 60 km från staden ligger Frankfurts flygplats.

### Gamla staden

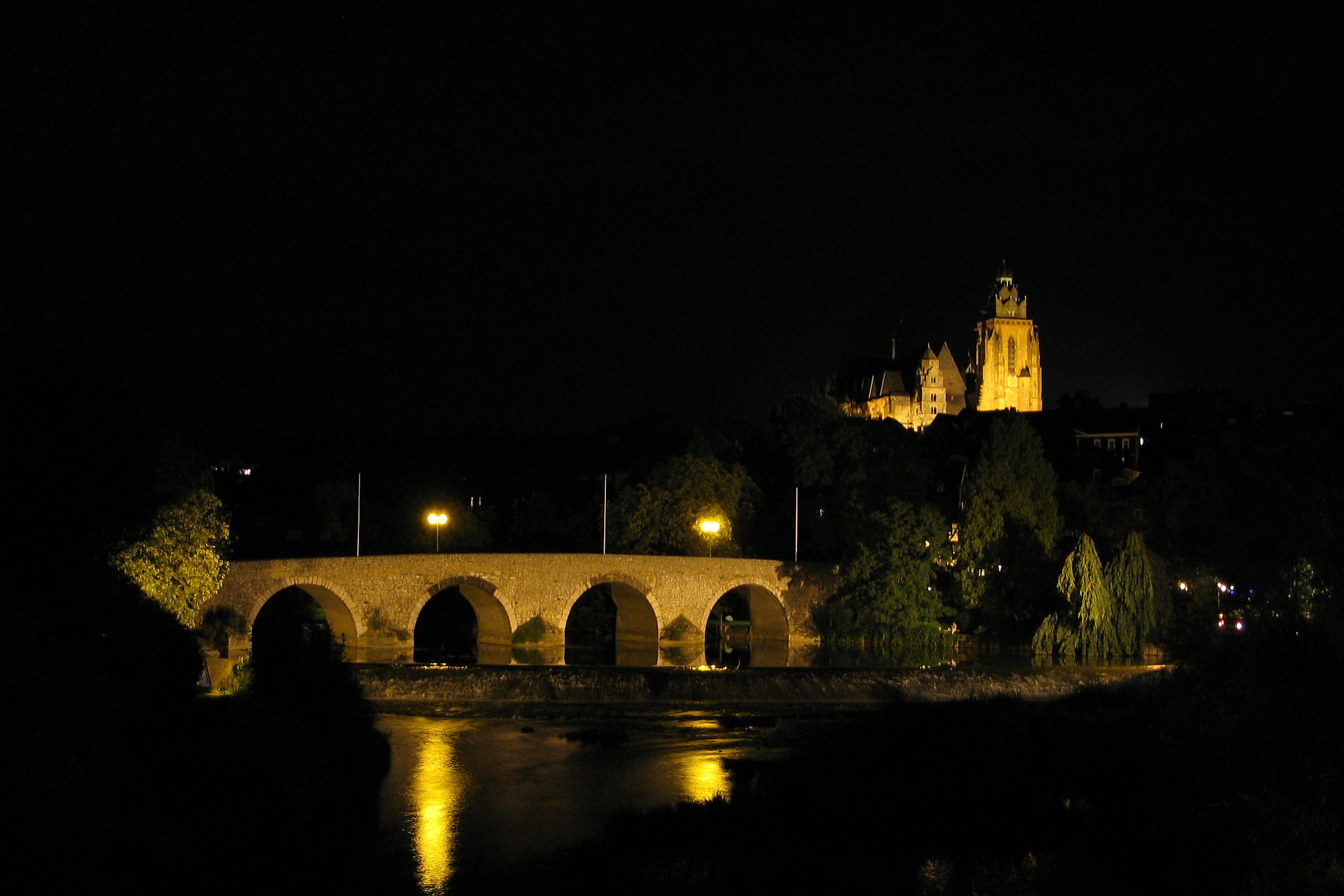
Nattlig vy mot Altstadt med domkyrkan och bron över Lahn

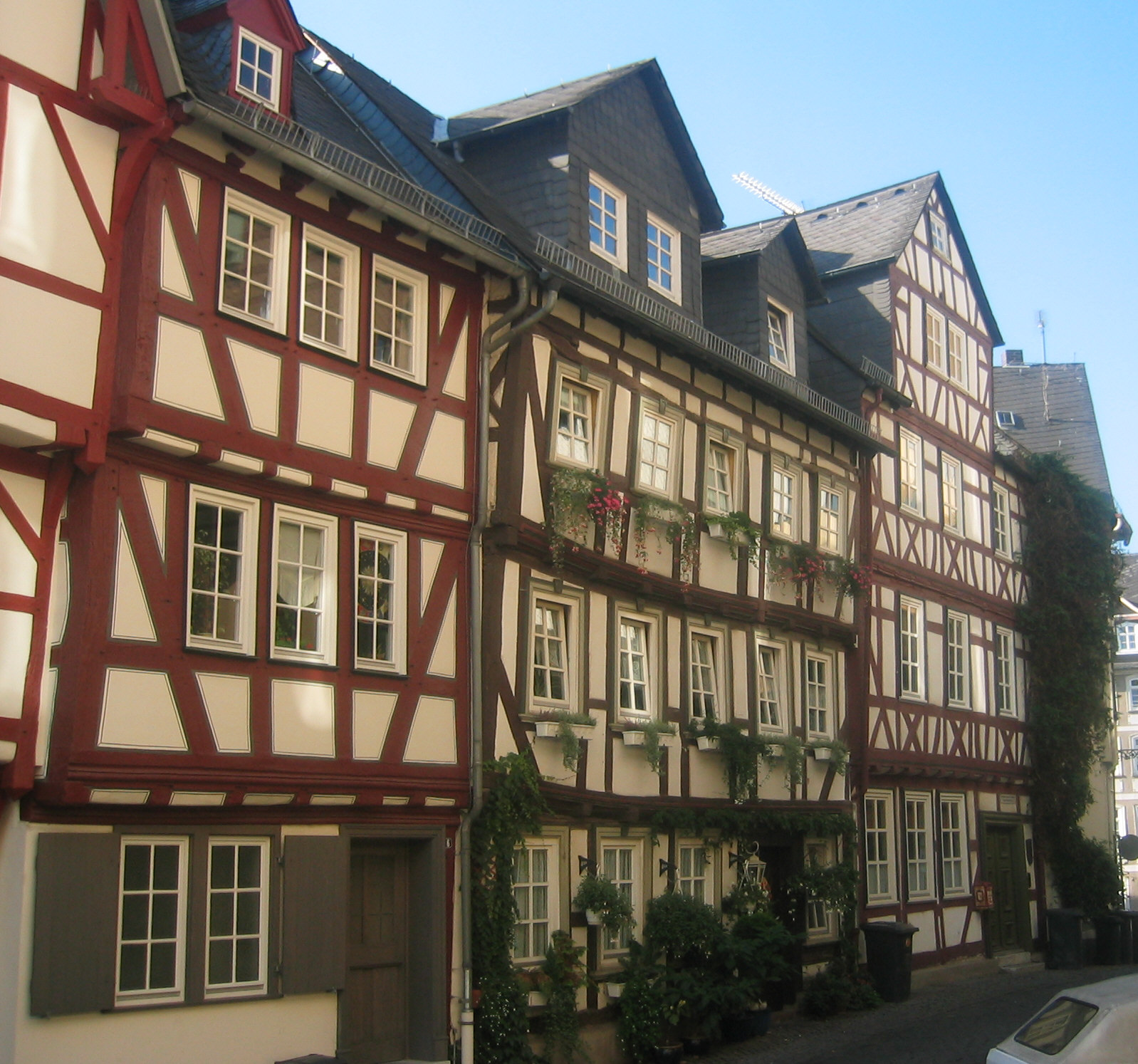
Altstadt

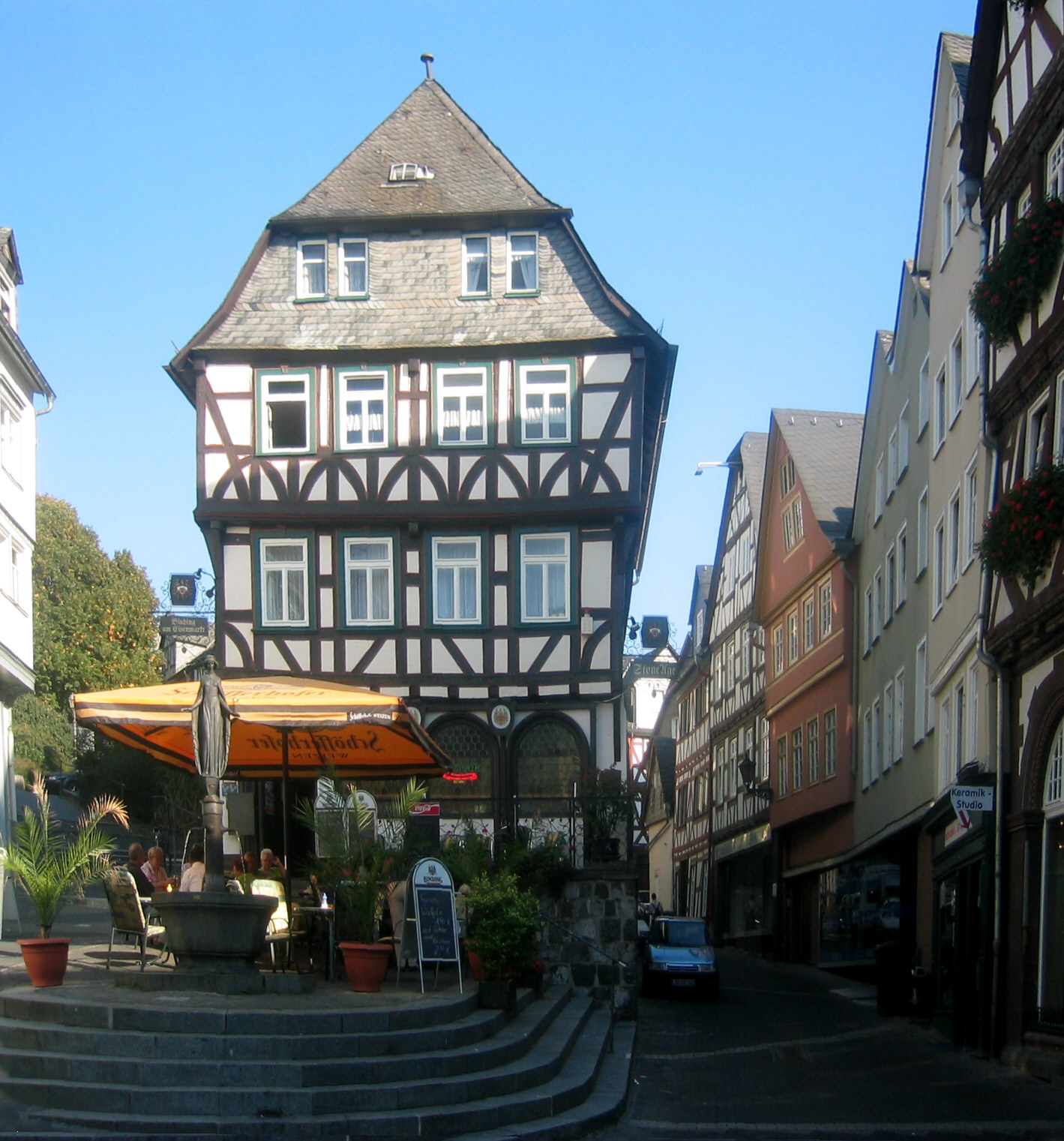
Altstadt

## Turism

### Domkyrkan i Wetzlar

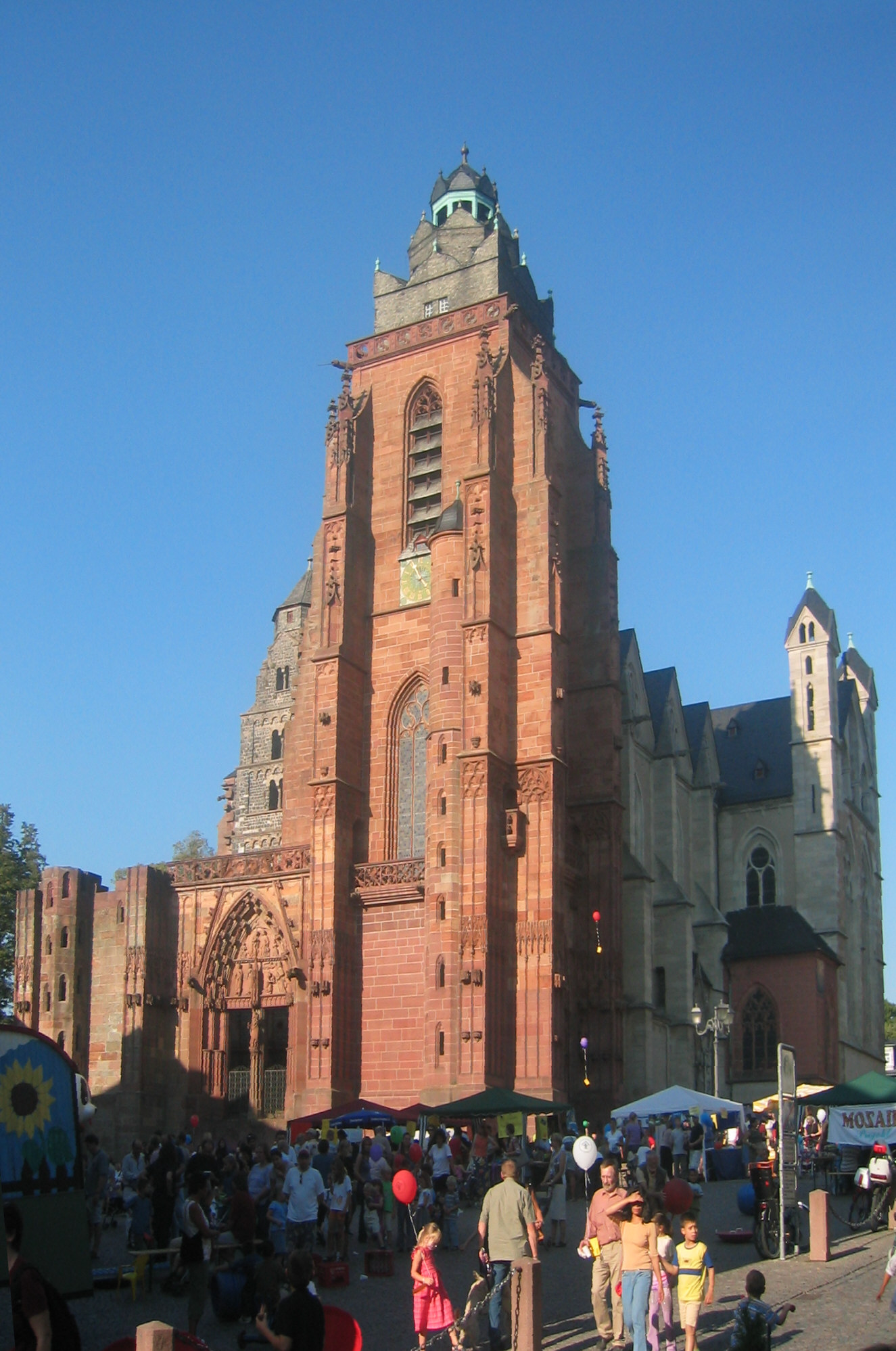
Wetzlarer Dom

Domkyrkan i Wetzlar (Wetzlarer Dom) är en av stadens kännemärken. Bygget påbörjades 1230 och är ännu inte avslutat. Den är efterföljare till en förutvarande "Frälsarens kyrka" som invigdes i 897.

## Utbildning
Wetzlar har inget universitet men däremot flera avdelningar av Fachhochschule Gießen-Friedberg (yrkeshögskola).
Den närmaste högskolan är i Giessen.

## Sport
- HSG Wetzlar, Handboll (1.Handbollsdivision)
- RSV Lahn-Dill, Rullstolsbasket (1.Rullstolsbasketdivision)
- Eintracht Wetzlar, Fotboll (Oberliga Hessen, 4.Fotbolldivision)

## Kända personer
- Johann Wolfgang von Goethe (praktiserade i rikskammardomstolen och infogade det han upplevt i Wetzlar i sin berättelse Die leiden des Jungen Werthers (Den unge Werthers lidande).
- Christian von Nettelbla (assessor i rikskammardomstolen och författare mm)
- Karl von Abel (bayersk statsman)
- Lazare Hoche (fransk general)

## Vänorter
| Frankrike | Avignon, Frankrike    | England   | Colchester, England            | Tyskland | Neukölln, Tyskland |
| Italien   | Siena, Italien        | Tjeckien  | Písek, Tjeckien                | Tyskland | Ilmenau, Tyskland  |
| Österrike | Schladming, Österrike | Österrike | Reith bei Kitzbühel, Österrike | Namibia  | Windhoek, Namibia  |